# Primitiva

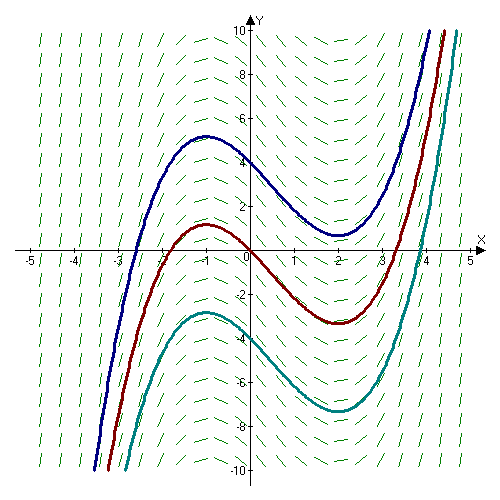
El camp vectorial definit assignant a cada punt (x,y) un vector que té per pendent ƒ(x) = (x^{3}/3)-(x²/2)-x. Es mostren tres de les infinites primitives de ƒ(x) que es poden obtenir variant la constant d'integració c.

En matemàtiques, una primitiva d'una funció f d'una variable real definida sobre un interval I és una funció F definida i derivable sobre I la derivada de la qual és f, en altres paraules tal que:
{\displaystyle \forall x\in I,\quad F\,'(x)=f(x).}
Una condició suficient perquè una funció f admeti primitives sobre un interval és que hi sigui contínua.
La primitiva és lineal, és a dir:
1. Si f és una funció que admet una primitiva F sobre un interval I, llavors per a tot real k, una primitiva de kf sobre l'interval I és kF.
2. Si F i G són primitives respectives de dues funcions f i g, llavors una primitiva de f + g és F + G.

La linealitat es pot expressar com segueix:
{\displaystyle \int {k\cdot f\left(x\right)}+l\cdot g\left(x\right)=k\cdot \int {f\left(x\right)+}l\cdot \int {g\left(x\right)}}
Si una funció f admet una primitiva sobre un interval, n'admet una infinitat, que difereixen entre elles d'una constant: si F1 i F₂ són dues primitives de f, llavors existeix un real k0 tal que F1 = F₂ + k0.
El conjunt de totes les primitives d'una funció f donada s'anomena de vegades integral indefinida de la funció f. Si la funció f està definida en un interval llavors la seva integral indefinida es pot expressar com la suma d'una primitiva F més una constant arbitrària C:
{\displaystyle \int {f=F+\mathbb {R} }=\{F+C:C\in \mathbb {R} \}}
anàlogament, 
{\displaystyle F\in \int f}
Segons el teorema fonamental del càlcul, si {\displaystyle F} és una primitiva de {\displaystyle f}, llavors 
{\displaystyle F(b)-F(a)=\int _{a}^{b}f(x)\;\mathrm {d} x}.

## Constant d'integració
La derivada de qualsevol funció constant és zero. Un cop s'ha trobat una primitiva F, sumant-li o restant-li una constant C s'obté una altra primitiva, perquè (F + C) ' = F ' + C ' = F '. La constant és una manera d'expressar que cada funció té un nombre infinit de primitives diferents.
Per interpretar el significat de la constant d'integració es pot observar el fet que la funció f(x) sigui la derivada d'un altra funció F(x) vol dir que per a cada valor de x, f(x) li assigna el pendent de F(x). Si es dibuixa a cada punt (x, y) del pla cartesià un petit segment amb pendent f(x), s'obté un camp vectorial com el que es representa a la figura de la dreta. Llavors el problema de trobar una funció F(x) tal que la seva derivada sigui la funció f(x) es converteix en el problema de trobar una funció la gràfica de la qual sigui, en tots els punts, tangent als vectors del camp. A la figura de la dreta s'observa com en variar la constant d'integració s'obtenen diverses funcions que compleixen aquesta condició i són translacions verticals les unes de les altres.

## Càlcul de primitives

### Taula de primitives
Principals primitives:
| Funció F: primitiva de f                              | funció f: derivada de F                             |
| ----------------------------------------------------- | --------------------------------------------------- |
| {\displaystyle {\frac {x^{n+1}}{n+1}}+k}              | {\displaystyle x^{n}\,}, per a tot n ≠ -1           |
| {\displaystyle e^{x}+k\,}                             | {\displaystyle e^{x}\,}                             |
| {\displaystyle \ln x+k\,}                             | {\displaystyle 1 \over x}                           |
| {\displaystyle {\frac {-1}{(n-1)\cdot x^{n-1}}}+k}    | {\displaystyle {\frac {1}{x^{n}}}}, per a tot n ≠ 1 |
| {\displaystyle -\cos x+k\,}                           | {\displaystyle \sin x\,}                            |
| {\displaystyle \sin x+k\,}                            | {\displaystyle \cos x\,}                            |
| {\displaystyle {\frac {a^{x}}{\ln a}}}, a > 0 i a ≠ 1 | {\displaystyle a^{x}\,}                             |
| {\displaystyle {\frac {2}{3}}x{\sqrt {x}}}            | {\displaystyle {\sqrt {x}}}                         |
| {\displaystyle ax+b\,}                                | {\displaystyle a\,}                                 |